# معيار dvb-s2

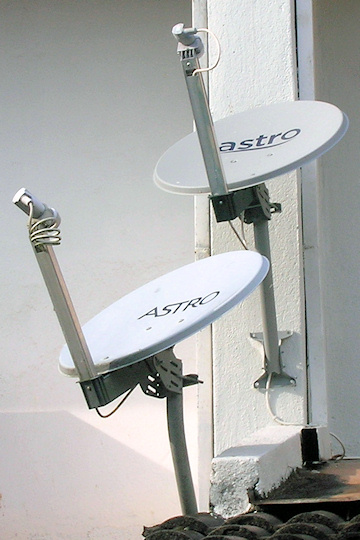

معيار dvb-s2 بالإنجليزية Digital Video Broadcasting - Satellite - Second Generation (DVB-S2)أي بث الفيديو الرقمي فضائيا الجيل الثاني

## المزايا الرئيسية
- يسمح لزيادة معدل بيانات + 30 ٪ مقارنة مع DVB-S .
- بهذه التقنية استطاعت الشركات زيادة معامل تصويب الخطأ FEC مما أدى إلى زيادة تحسين الصورة .
- النظام الجديد يدعم إمتدادت كثيرة ومختلفة هندسياً وتقنياً مثل MPEG-2 وMPEG-4 وHDTV ولذلك فإنه يدعم جميع أنواع الصورة الفائقة والعادية وهو المستخدم حالياً من أغلب الباقات هو النظام فائق الوضوح وثلاثي الأبعاد
- تدعم التقنية الجديدة أيضاً نطاق واسع جداً من النمذجة QPSK (2bits/symbol), 8PSK (3 bits/symbol), 16APSK (4 bits/symbol), 32APSK (5bits/symbol) Schemes مما يعني امتداد واسع للإشارة المستقبلة من القمر .[1]
- يلي هذا النظام DVB-S2X وهواضافة اختيارية سترفع الكفائة إلى 51 % من النظام dvb-s2 كما ستدعم النمذجة إلى 64/128/256APSK

## رسيفرات داعمة للنظام
- DreamBox 800HD
- Humax IR2000HD
- Topfield SPI-2010